# Toblerone
Il Toblerone (/tobleˈrone/; in tedesco [tobləˈroːnə]) è una barretta di cioccolato svizzero prodotta dall'azienda alimentare statunitense Mondelēz. È caratterizzato dalla famosa forma piramidale del cioccolato e dalla relativa forma triangolare della confezione. Nacque dall'idea dello svizzero Theodor Tobler assieme al cugino Emil Baumannche.

## Storia

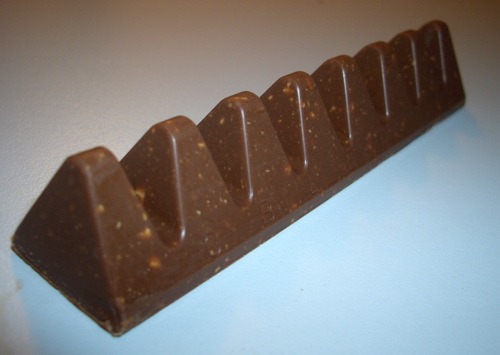
Esempio di Toblerone

Nel 1867 Jean Tobler, pasticcere e cioccolataio svizzero, aprì un negozio di delicatessen a Berna, nel quartiere di Länggasse. La richiesta di cioccolato Tobler e il successo furono tali che Jean Tobler fondò nel 1899 la "Berner Chocolade Fabrik Tobler & Co." (Tobler & Cie.). L'anno successivo la direzione passò in mano al figlio Theodor Tobler. Nel 1908 Theodor insieme al cugino Emil Baumannche creò una ricetta a base di cioccolato al latte, miele e nocciole dandole il nome di Toblerone, da Tobler e torrone. Nel 1909 il marchio Toblerone viene registrato presso l'Istituto federale della proprietà intellettuale a Berna, rendendo il Toblerone il primo cioccolato al latte, mandorle e miele ad essere brevettato; è possibile che il brevetto sia stato registrato dall'allora impiegato dell'istituto Albert Einstein.
Nel 1925 Tobler aprì una succursale in America, ma l'impresa si rivelò fallimentare a causa dei crescenti dazi doganali e della crisi del 1929: nel 1931 il consiglio di amministrazione venne congedato e l'azienda venne acquisita da un consorzio francese, il quale liquidò Tobler due anni dopo. Negli anni '50 l'azienda creò la prima variante al rum e aprì negozi in Italia e Germania. La compagnia di Tobler rimase indipendente fino al 1970, quando si fuse con la Suchard, azienda produttrice del cioccolato Milka, creando l'Interfood, l'azienda cioccolatiera più grande del mondo. Nel 1983 il gruppo si fuse con la fabbrica di caffè di Jacobs, formando la Jacobs Suchard AG , acquistata poi nel 1990 dalla Philip Morris per 4,1 miliardi di dollari, incorporandolo nel gruppo Kraft, oggi Mondelēz International.
Nell'ottobre 2016 la Mondelēz avvia la riduzione, rispetto al peso, dei picchi di cioccolato per il solo mercato inglese, giustificandosi con l'aumento dei costi delle materie prime, scelta non ben accolta dai consumatori d'oltremanica. Nel 2023, con il parziale spostamento della produzione dalla Svizzera alla Slovacchia, Mondelez annuncia la rimozione del disegno del monte Cervino dalle confezioni di Toblerone, sostituito dal disegno di un monte più generico.

## Prodotto
Il Toblerone è un dolce prodotto a Berna. Nei primi anni del 2000 è stato prodotto a Bellwood su licenza dalla Ferrara Candy Company per il mercato americano. In passato è stato prodotto anche a Bedford e a Zagabria su licenza dalla Kraš per il mercato jugoslavo. La ricetta prevede cacao proveniente da varie nazioni, latte svizzero, ed un impasto di mandorle californiane, miele messicano e uova.

### Varianti
Nel tempo, sono state ideate diverse varianti del Toblerone.
- Milk (1908): La ricetta originale, con cioccolato al latte
- Tobler-O-Rum (1932-?): la prima variante, ripiena al rum. L'azienda afferma che è stata la prima barretta ripiena ad essere creata[14]
- Dark (1969): variante con cioccolato fondente
- White (1969): variante con cioccolato bianco
- Fruit & Nuts (2007): variante con uva passa e noci
- Crunchy Salted Almond (2013): variante con mandorle salate caramellate
- Coconut Crispy (2015): variante con cocco

## Confezione
Il toblerone è confezionato in scatole di cartone prismatiche a base triangolare, colorata di beige e il nome del prodotto in rosso e con font Toblerone, creato appositamente e in leggero rilievo. 
Sebbene alcune leggende affermino che la forma triangolare voglia riprendere le Alpi svizzere, il figlio di Theodor Tobler ha confermato che il padre, per realizzare la confezione del prodotto, prese spunto dalla piramide umana che concludeva lo spettacolo delle ballerine delle Folies Bergère di Parigi, e dal colore dei loro costumi. 
Il nome è affiancato da un simbolo che nel tempo è mutato, contenendo sempre comunque il Cervino (da cui le leggende sulla forma) e un'aquila o un orso. Il logo attuale, ideato nel 2000, prevede il monte con un orso rampante stilizzato, simbolo di Berna.
Il Toblerone viene distribuito in diversi formati.
| Dimensioni | Tiny | Mini | 35 g | 50 g | 75 g | 100 g | 200 g | 400 g | 750 g | 4.5 kg |
| Punte      | 3    | 3    | 8    | 11   | 11   | 12    | 15    | 15    | 17    | 12     |

### Nome
Il nome "Toblerone" è un nome aplologico del cognome del creatore "Tobler" e la parola italiana "torrone".

## Cultura di massa
- Il Toblerone è citato nella canzone Robespierre (contenuta nell'album Socialismo tascabile (Prove tecniche di trasmissione)) degli Offlaga Disco Pax. La spiegazione della frase "il Toblerone, qualcuno sa perché" è invece contenuta nella canzone Cioccolato I.A.C.P, del successivo album degli Offlaga Disco Pax, Bachelite.
- La fabbrica che produce il Toblerone viene citata nella commedia teatrale del drammaturgo svizzero Friedrich Dürrenmatt I fisici.
- Il Toblerone viene citato nel romanzo di David Foster Wallace, Infinite Jest, in uno dei primi capitoli che descrive Orin Incandenza, fratello del protagonista Hal Incandenza.
- Gli Offlaga Disco Pax e il Toblerone sono a loro volta citati nel brano Io porto sfiga del gruppo crossover Nemesi.
- Nel 2013 il Toblerone è stato inserito fra i dolci preferiti di uno dei personaggi del thriller italiano Melodia fatale, dei gemelli Alberto e Giorgio Ripa.
- Nell'episodio 17 della quarta stagione di Friends, acquistato all'aeroporto di New York, viene particolarmente apprezzato da Joey Tribbiani.
- Nella nona puntata della prima stagione di Mozart in the Jungle, Rodrigo, arrivato in un hotel, chiede se in camera troverà il Toblerone.
- Il nome "Toblerone" viene regolarmente utilizzato dalle truppe dell'esercito svizzero per identificare i denti di drago: blocchi di cemento a forma piramidale che possono essere visti nelle vallate svizzere che hanno funzione di sbarramento per i mezzi corazzati in caso di invasione; tra Bassins, Begnins e Vich nel Canton Vaud esiste un sentier des Toblerones[15]
- Il Toblerone è contenuto nella maggior parte degli episodi della serie Netflix Neo Yokio in quanto è il dolce preferito del protagonista, Kaz Kaan
- Al minuto 32 e 42" del 7º episodio della prima serie di Utopia su Prime Video, Jessica Hyde lo passa a Becky che cercava disperatamente qualcosa da mangiare.
- Nell'episodio 24 della stagione 10 di The Big Bang Theory, La dissonanza a lunga distanza (The Long Distance Dissonance), viene regalato dalla dottoressa Nowitzki a Sheldon all'inizio della puntata e viene anche citato due volte da Penny nella scena subito successiva.
- È citato da Peter Griffin nell'episodio 16 della stagione 12 di I Griffin, 12 uomini arrabbiati e mezzo.
- Nell'episodio 11 della stagione 5 de I Soprano, si vede Tony prendere e spezzare un Toblerone poco prima dell'arrivo di Chris Molisanti nella sua camera d'albergo.
- È citato nel film norvegese Troll: uno dei protagonisti, un militare, lo propone come premio ad un suo commilitone, insieme a una pepsi.